# Mandurah City
Koordinaten: 32° 31′ S, 115° 44′ O

Die City of Mandurah ist ein lokales Verwaltungsgebiet (LGA) im australischen Bundesstaat Western Australia. Das Gebiet ist 175 km² groß und hat etwa 90.000 Einwohner (2021).
Mandurah liegt an der australischen Westküste etwa 65 Kilometer südlich der Hauptstadt Perth. Es gibt 18 Stadtteile: Bouvard, Clifton, Coodanup, Dawesville, Dudley Park, Erskine, Falcon, Greendfields, Halls Head, Herron, Lakelands, Madora Bay, Mandurah, Meadow Springs, Parklands, San Remo, Silver Sands und Wannanup. Der Sitz des City Councils befindet sich im Stadtteil Mandurah, wo etwa 8800 Einwohner leben (2021).

## Verwaltung
Der Mandurah Council hat 13 Mitglieder. Die 12 Councillor werden von den Bewohnern der vier Wards (je drei aus North, East, Coastal und Town Ward) gewählt. Der Mayor (Bürgermeister) und Vorsitzende des Councils wird zusätzlich von allen Bewohnern der LGA gewählt.